# Norm Nixon
Norman Ellard Nixon (Macon, Georgia, 11 de octubre de 1955) es un exjugador de baloncesto estadounidense que disputó 10 temporadas en la NBA. Con 1,88 metros de altura, jugaba en la posición de base.

## Carrera
Fue escogido en el puesto 22 del Draft de la NBA de 1978 por los Lakers desde la Universidad de Duquesne ubicada en Pittsburgh, Pensilvania. Ayudó a los Lakers a ganar los campeonatos de la NBA en 1980 y 1982, tras el cual fue traspasado a San Diego Clippers antes de la temporada 1983-1984 en un intercambio por los derechos del draft sobre la elección de Byron Scott.
Después de seis exitosas campañas con los Lakers, sus temporadas con los Clippers no fueron satisfactorias. Los últimos años de su carrera los pasó entre lesiones, pasando más de dos temporadas completas en la lista de lesionados antes de retirarse al final de la temporada 1988-1989. Durante su carrera Nixon marcó 12,065 puntos (promedio de 15.7 puntos por partido) y obtuvo 6,386 asistencias (promedio de 8.3 asistencias por juego) en los 768 partidos en los que participó.

## Vida personal
Tras su retirada, se concentró en distintos negocios con éxito, además de ser, por una temporada, comentarista de radio para los Clippers (2004-2005). Después pasó a ser comentarista para la cadena televisiva KABC-TV o ABC, cubriendo partidos de la NBA.
Está casado con la actriz, productora, directora y bailarina Debbie Allen.

## Estadísticas de su carrera en la NBA
|  | Denota temporada en la que Nixon ganó un campeonato de la NBA |
|  | Líder de la liga                                              |

### Temporada regular
| Año      | Equipo        | PJ  | PT  | MPP  | %TC  | %3P  | %TL  | RPP | APP  | ROB | TPP | PPP  |
| -------- | ------------- | --- | --- | ---- | ---- | ---- | ---- | --- | ---- | --- | --- | ---- |
| 1977–78  | L.A. Lakers   | 81  | –   | 34.3 | .497 | –    | .714 | 3.0 | 6.8  | 1.7 | .1  | 13.7 |
| 1978–79  | L.A. Lakers   | 82  | –   | 38.4 | .542 | –    | .775 | 2.8 | 9.0  | 2.5 | .2  | 17.1 |
| 1979–80  | L.A. Lakers   | 82  | –   | 39.3 | .516 | .125 | .779 | 2.8 | 7.8  | 1.8 | .2  | 17.6 |
| 1980–81  | L.A. Lakers   | 79  | –   | 37.5 | .476 | .167 | .778 | 2.9 | 8.8  | 1.8 | .1  | 17.1 |
| 1981–82  | L.A. Lakers   | 82  | 82  | 36.9 | .493 | .250 | .808 | 2.1 | 8.0  | 1.6 | .1  | 17.6 |
| 1982–83  | L.A. Lakers   | 79  | 79  | 34.3 | .475 | .000 | .744 | 2.6 | 7.2  | 1.3 | .1  | 15.1 |
| 1983–84  | San Diego     | 82  | 82  | 37.2 | .462 | .239 | .760 | 2.5 | 11.1 | 1.1 | .0  | 17.0 |
| 1984–85  | L.A. Clippers | 81  | 81  | 35.7 | .465 | .333 | .780 | 2.7 | 8.8  | 1.2 | .0  | 17.2 |
| 1985–86  | L.A. Clippers | 67  | 62  | 31.9 | .438 | .347 | .809 | 2.7 | 8.6  | 1.3 | .0  | 14.6 |
| 1988–89  | L.A. Clippers | 53  | 30  | 24.9 | .414 | .276 | .738 | 1.5 | 6.4  | .9  | .0  | 6.8  |
| Total    | Total         | 768 | 416 | 35.5 | .483 | .294 | .772 | 2.6 | 8.3  | 1.5 | .1  | 15.7 |
| All-Star | All-Star      | 2   | 0   | 19.0 | .571 | –    | .500 | 1.0 | 5.0  | 1.0 | .0  | 12.5 |

### Playoffs
| Año   | Equipo      | PJ | PT | MPP  | %TC  | %3P  | %TL  | RPP | APP  | ROB | TPP | PPP  |
| ----- | ----------- | -- | -- | ---- | ---- | ---- | ---- | --- | ---- | --- | --- | ---- |
| 1978  | L.A. Lakers | 3  | –  | 30.7 | .458 | –    | .667 | 3.0 | 5.3  | 1.3 | .3  | 8.0  |
| 1979  | L.A. Lakers | 8  | –  | 40.9 | .471 | –    | .733 | 3.5 | 11.8 | 1.4 | .0  | 15.4 |
| 1980  | L.A. Lakers | 16 | –  | 40.5 | .477 | .200 | .804 | 3.5 | 7.8  | 2.0 | .2  | 16.9 |
| 1981  | L.A. Lakers | 3  | –  | 44.3 | .510 | –    | .800 | 3.7 | 8.7  | .3  | .3  | 19.3 |
| 1982  | L.A. Lakers | 14 | –  | 39.2 | .478 | .333 | .754 | 3.1 | 8.1  | 1.6 | .1  | 20.4 |
| 1983  | L.A. Lakers | 14 | –  | 38.4 | .477 | .429 | .740 | 3.4 | 6.4  | 1.3 | .1  | 19.0 |
| Total | Total       | 58 | ?  | 39.4 | .478 | .333 | .763 | 3.4 | 8.0  | 1.5 | .1  | 17.7 |